# Smicropus longalis
Smicropus longalis là một loài bướm đêm trong họ Geometridae.